# Scheuerfeld
Scheuerfeld é um município da Alemanha localizada no distrito de Altenkirchen, na associação municipal de Verbandsgemeinde Betzdorf, no estado da Renânia-Palatinado.

## População
| - 1815 – 157 - 1835 – 215 - 1871 – 337 - 1905 – 684 - 1939 – 980 | - 1950 – 1.210 - 1961 – 1.565 - 1970 – 1.892 - 1987 – 1.960 - 2000 – 2.215 |

## Política
|      | SPD | CDU | FWG | Total       |
| 2009 | 5   | 7   | 4   | 16 Cadeiras |
| 2004 | 5   | 6   | 5   | 16 Cadeiras |